# Battaglia di Nisibis (217)
La battaglia di Nisibi fu combattuta nell'estate del 217 tra le armate dell'Impero romano condotte dal nuovo Imperatore Macrino e quelle dell'Impero partico condotte dal re Artabano IV. Durò tre giorni, e risultò in un pareggio, con entrambi gli schieramenti che subirono pesanti perdite. Come risultato della battaglia, Macrino fu costretto a negoziare la pace, pagando ai Parti una somma immensa di denaro e abbandonando l'invasione della Mesopotamia che Caracalla aveva cominciato un anno prima.

## Contesto storico
Da secoli Roma e la Partia dominavano il Medio Oriente e se lo contendevano in guerre. Nel corso di questo periodo, alcune invasioni del territorio partico vennero condotte da generali romani, ad esempio la campagna fallita di Crasso e la conquista della Mesopotamia di Traiano. All'inizio degli anni 210, scoppiò una guerra civile nell'Impero partico, in quanto Artabano IV si rivoltò al fratello Vologase VI. Artabano in breve tempo ottenne il controllo di molti dei territori occidentali dell'Impero partico, portandolo a diretto contatto con l'Impero romano. A questo punto, l'Imperatore romano Caracalla, che si considerava un secondo Alessandro, decise di sfruttare la guerra civile tra i Parti. Propose un'alleanza ad Artabano, e gli chiese persino di sposare sua figlia. Quando fu concordata l'alleanza, Caracalla entrò con la sua armata in Mesopotamia senza trovare resistenze, con il pretesto di incontrarsi con il suo alleato e futuro suocero. Ma quando giunse ad incontrare Artabano e la sua corte, Caracalla lo attaccò proditoriamente uccidendo molti dei suoi cortigiani. Artabano riuscì a fuggire, ma i Romani poterono saccheggiare i territori ad est del Tigri senza trovare opposizioni prima di ritornare a Edessa per svernarvi.
Tuttavia, l'8 aprile 217, Caracalla cadde vittima di una congiura condotta dal suo prefetto del pretorio, Marco Opellio Macrino e fu assassinato. Macrino fu proclamato Imperatore, ma nel frattempo Artabano si stava avvicinando con un consistente esercito per vendicarsi dell'attacco proditorio dei Romani. La situazione fu ben riassunta dallo stesso Macrino nel discorso che indirizzò al suo esercito, nella versione di Erodiano:
(Erodiano)
In un primo momento Macrino, non possedendo esperienza militare e desiderando evitare una battaglia, provò a placare e a raggiungere un accomodamento con Artabano, offrendo di restituire tutti i prigionieri. Artabano rifiutò questa proposta, richiedendo invece un indennizzo in denaro, la ricostruzione delle città distrutte e la cessione delle province romane della Mesopotamia settentrionale, conquistate solo recentemente da Settimio Severo. Queste condizioni erano inaccettabili per i Romani, e così Macrino le rigettò.

## Battaglia
I due nemici esemplificavano due differenti approcci alla guerra: l'esercito romano era tradizionalmente basato sulla fanteria, facendo affidamento sulle sue eccellenti legioni, mentre i Parti erano cavalieri eccellenti, impiegavano la cavalleria pesante "catafratta" (grivpanvar), montata su cavalli o cammelli, in combinazione con grandi numeri di arcieri a cavallo. Le due armate si scontrarono presso la città romana di Nisibis (la data esatta è incerta). Secondo Cassio Dione, la prima schermaglia accadde per il possesso di un abbeveratoio. Il primo giorno di battaglia, i Romani si schierarono nella loro formazione tipica, con la fanteria al centro e la cavalleria e le truppe armate alla leggera (lanciatori di giavellotto mauri) alle ali per proteggere i loro fianchi. Allo stesso tempo, tra i vuoti lasciati dalle coorti di fanteria pesante, collocarono fanteria leggera. Esse potevano effettuare scaramucce in avanti e poi ritornare al sicuro protetti dai reggimenti pesanti se necessario.
I Parti attaccarono all'alba, scagliando frecce, mentre i catafratti, con il sostegno di lancieri su dromedari, caricarono il fronte romano. La fanteria leggera subì delle perdite, ma non appena i Parti si avvicinarono essi si ritirarono, lasciando dietro di esse grandi numeri di piedi di corvo, con risultati letali. I cavalli e i cammelli parti li calpestarono e caddero con i loro cavalieri e interrompendo l'avanzata. Nel risultante combattimento a stretto contatto, i Romani ebbero la meglio.
I Parti sferrarono alcuni assalti con modesti risultati fino all'arrivo della notte, quando entrambi gli schieramenti si ritirarono ai loro accampamenti. Il secondo giorno di battaglia fu una replica del primo, ma al terzo giorno i Parti, sfruttando la superiorità numerica e la loro superiore mobilità, provarono ad aggirare la linea romana. I Romani risposero abbandonando la loro usuale formazione "profonda" in alcune linee (la triplex acies) ed estesero il loro fronte. Così, manovrando anche la loro cavalleria e le loro truppe leggere per proteggere le ali, evitarono di essere aggirati e accerchiati.
Le perdite subite da entrambi gli schieramenti erano talmente grandi che "l'intera pianura era ricoperta di cadaveri; i corpi erano ammassati su immensi tumuli, e soprattutto i dromedari caddero in cumuli". A questo punto, Macrino, con il suo esercito sul punto di cedere, inviò un'altra ambasceria presso Artabano, informandolo della morte di Caracalla e offrendogli un compenso sostanzioso. Anche l'esercito partico aveva subito perdite pesanti, e inoltre, non essendo un esercito professionale ma piuttosto una milizia feudale, aveva cominciato a mostrare malcontento per la campagna prolungata. Pertanto Artabano accettò la pace, dopo aver ricevuto 200 milioni di sesterzi.

## Conseguenze
Nel giugno 218, Macrino fu sconfitto dalle armate appoggianti Eliogabalo fuori Antiochia, mentre Artabano fronteggiò la rivolta della dinastia sasanide sotto Ardashir I. Nisibis fu dunque l'ultima battaglia importante combattuta tra Roma e la Partia, in quanto la dinastia partica fu alcuni anni dopo rovesciata da Ardashir. Tuttavia, le guerre tra Roma e la Persia ripresero presto, in quanto Ardashir e il successore di Macrino Alessandro Severo si contesero la Mesopotamia, e le ostilità proseguirono a intermittenza fino alle conquiste islamiche.